# Якунин, Владимир Павлович
Владимир Павлович Якунин (20.12.1938, Новочеркасск) — главный конструктор космических аппаратов конструкторского бюро ПО «Полёт», лауреат Государственной премии СССР (1977).

## Биография
Окончил Новосибирский электротехнический институт по специальности инженер-электрик связи (1961). Первое время работал в организации «Омгортелефонсеть».
С 1964 г. в конструкторском бюро завода № 166 (сейчас — ПО «Полёт» — филиал Государственного космического научно-производственного центра им. М. В. Хруничева) в должностях от инженера до главного конструктора по космическим аппаратам.
С 2000 г. на пенсии.
Принимал участие в испытании космических аппаратов «Циклон-О», «Сфера», «Циклон-Б», «Надежда», «Цикада», а также в разработке, изготовлении и лётно-конструкторских испытаниях космических аппаратов глобальной навигационной спутниковой системы «ГЛОНАСС».
Лауреат Государственной премии СССР (1977). Награждён нагрудным знаком Федерации космонавтики России «Заслуженный испытатель космической техники» (2000).